# Carineta rufescens
Espèce
Carineta rufescens est une espèce d'insectes de la famille des Cicadidae (regroupant les cigales), de la sous-famille des Tibiceninae de la tribu des Fidicinini (Distant, 1905), sous-tribu des Fidicinina (Boulard & Martinelli, 1996), et du genre Carineta.

## Dénomination
- Décrite par les entomologistes danois Johan Christian Fabricius, en 1803

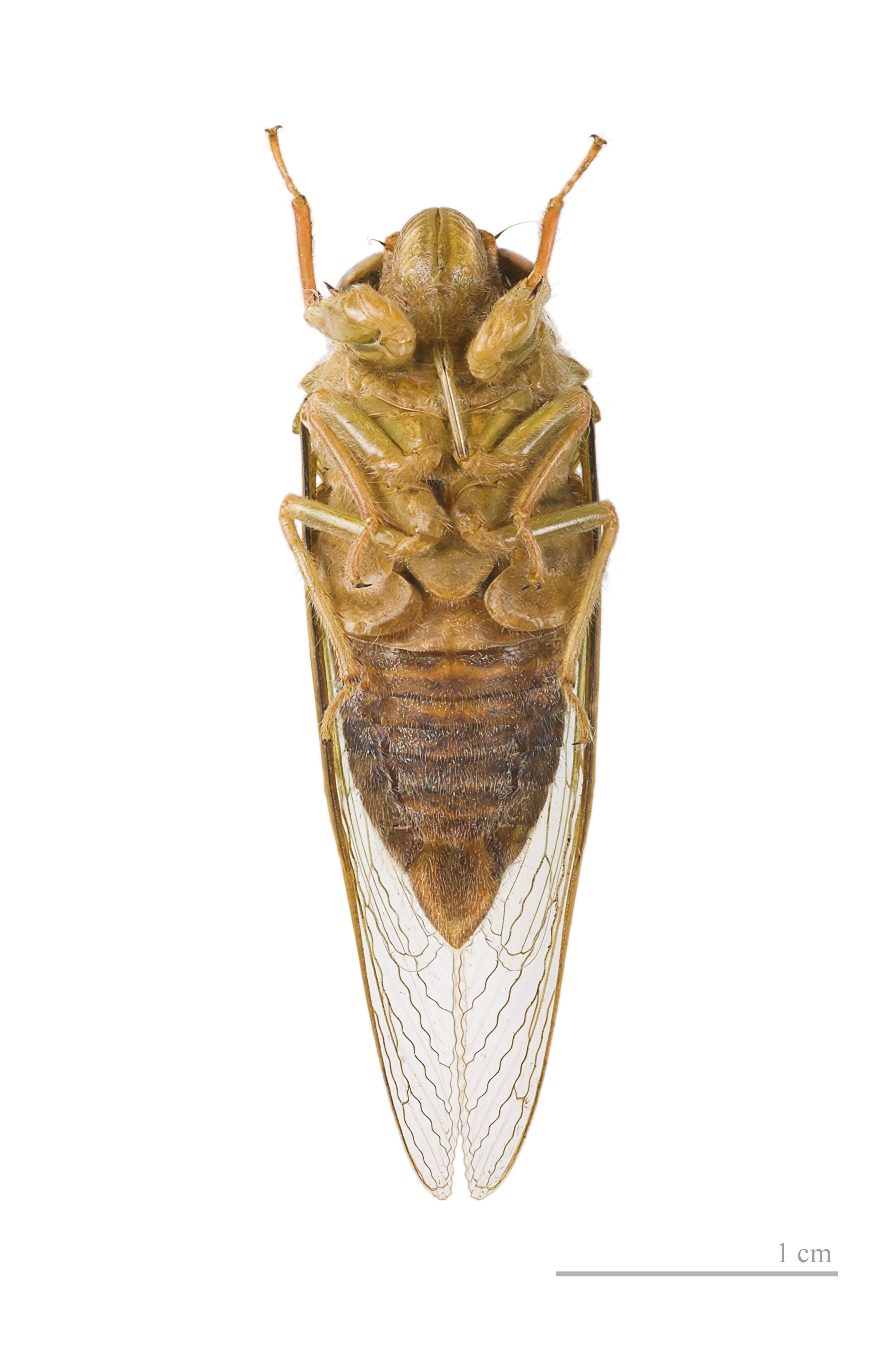
Face ventrale
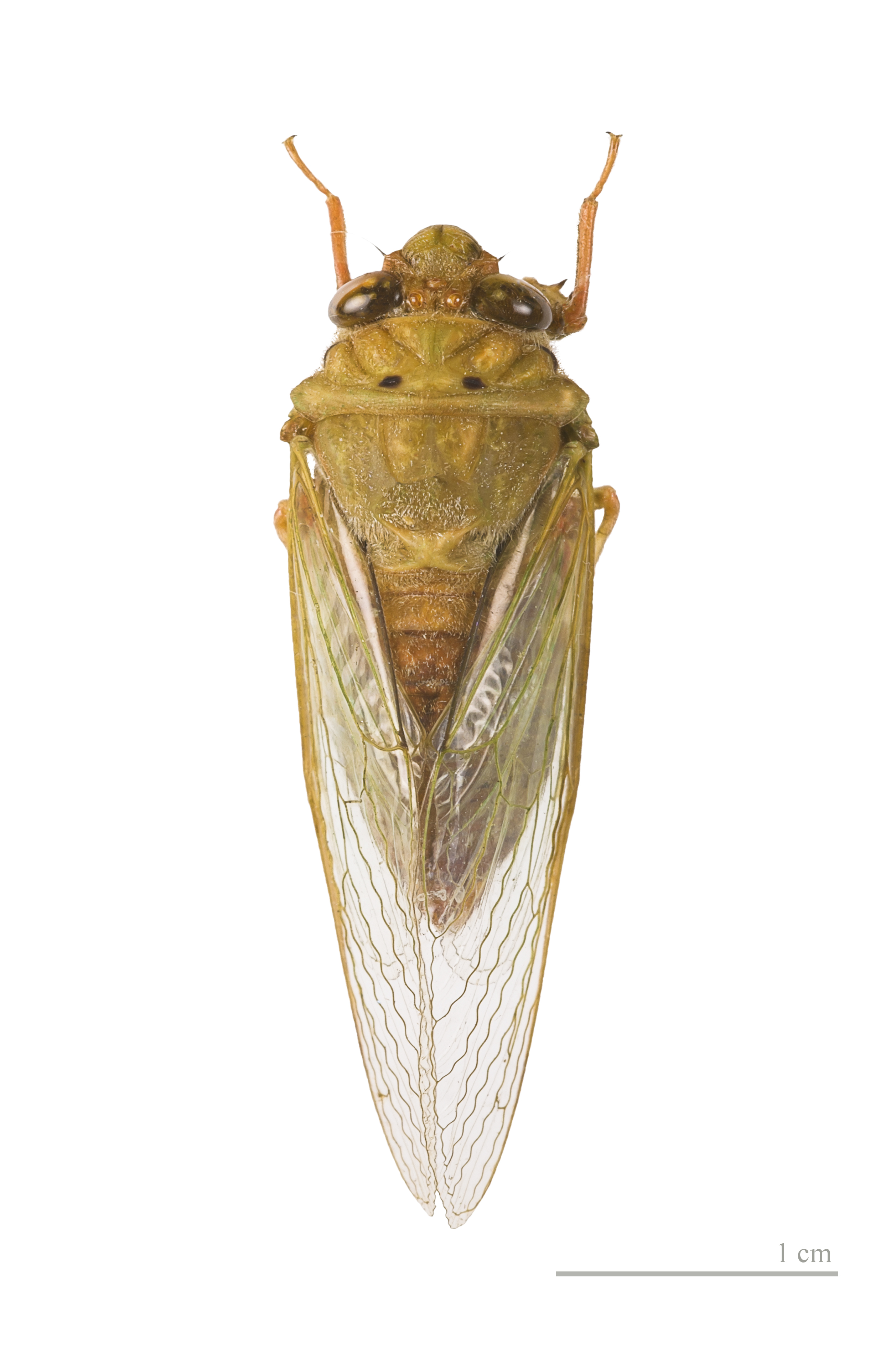
Face dorsale
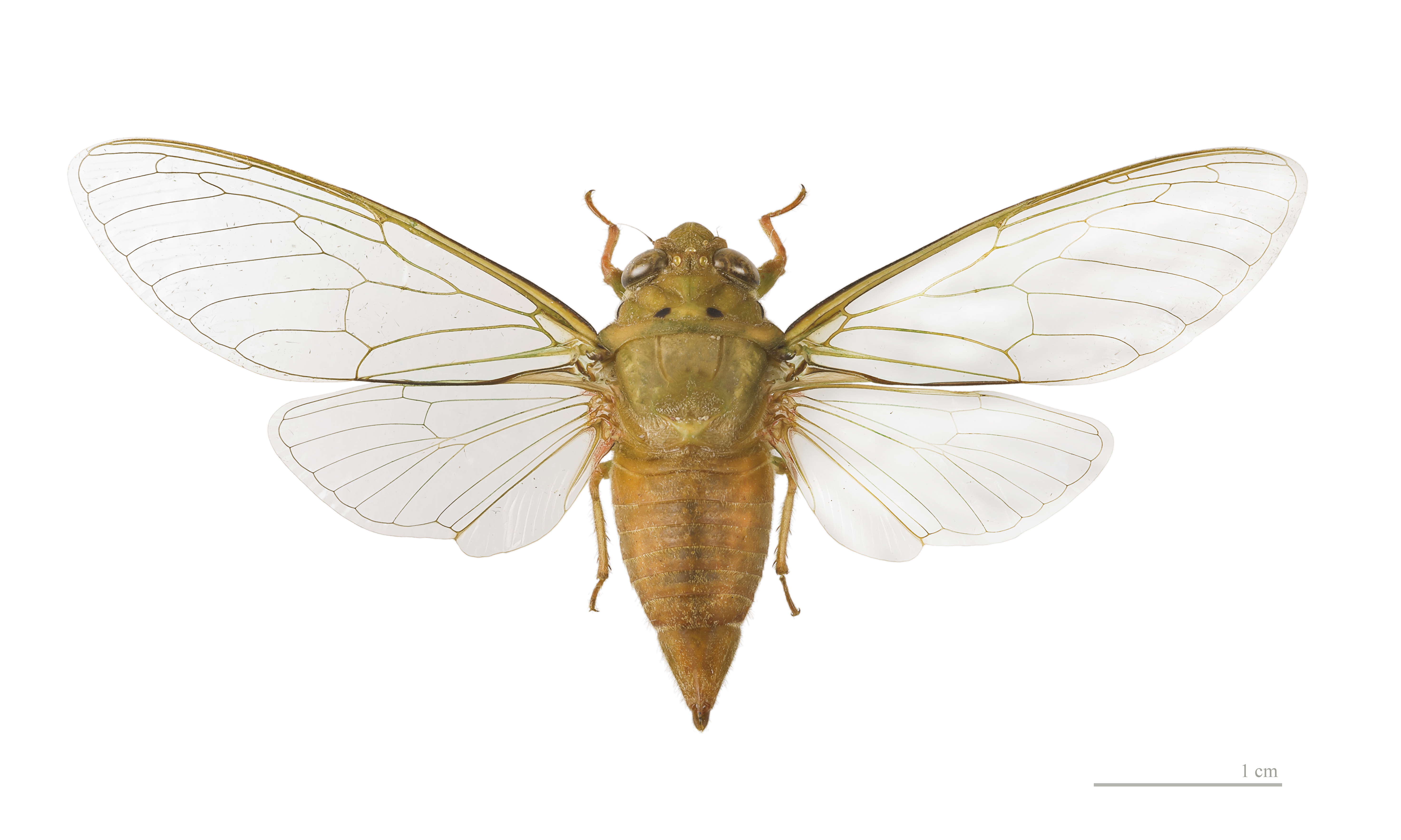
Vol - Face dorsale
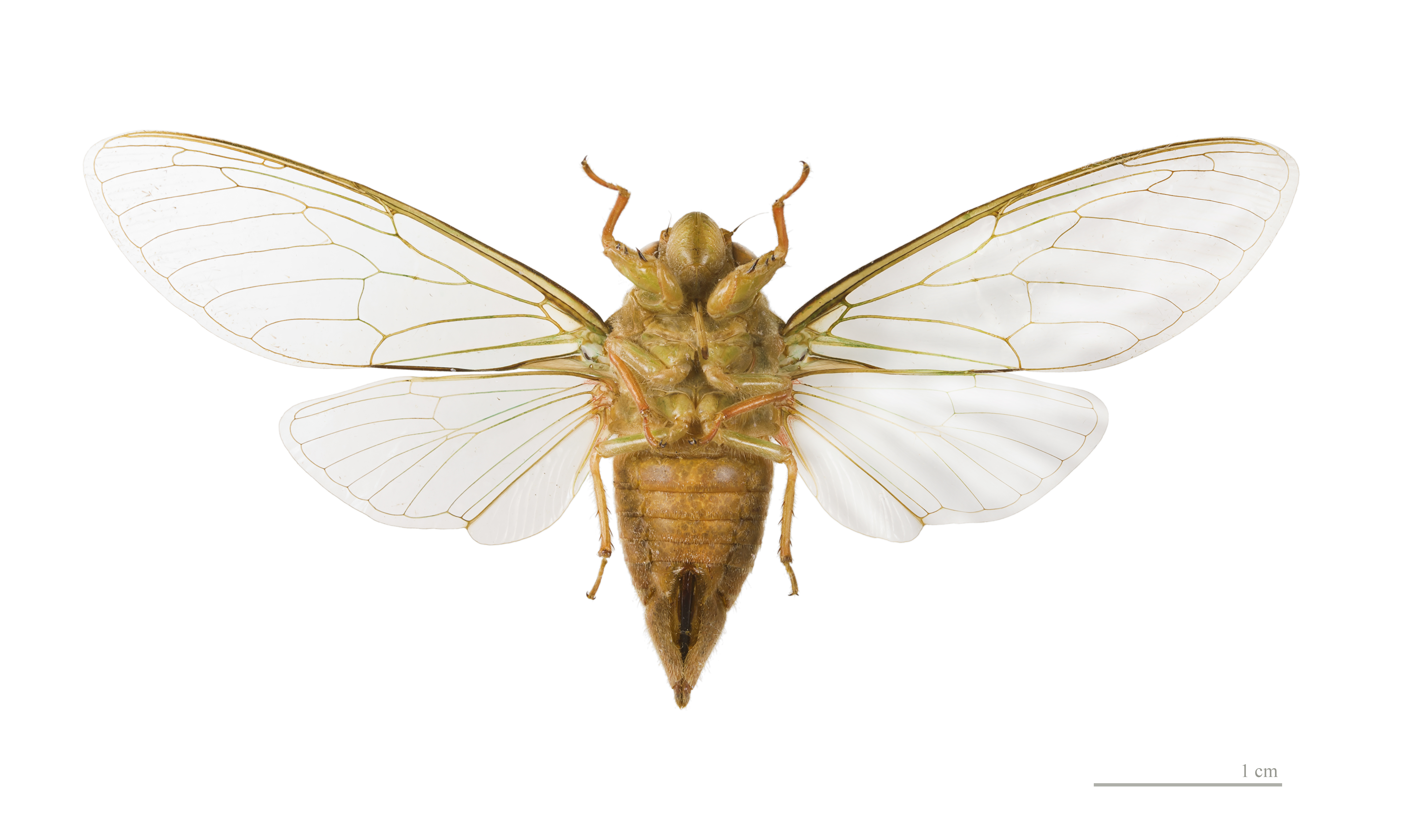
Vol - Face ventrale